# La Haru al regne dels gats
La Haru al regne dels gats (猫の恩返し, Neko no Ongaeshi) és una pel·lícula d'animació japonesa dirigida per Hiroyuki Morita i produïda pel Studio Ghibli. Es va estrenar en cinemes al Japó l'any 2002. L'eslògan que es va utilitzar en la campanya publicitaria de la pel·lícula va ser Estaria bé convertir-se en un gat, no? ('猫になっても、いいんじゃないッ?'). Va rebre un Premi d'Excel·lència en el Festival d'art del Japó de 2002. Està basada en un manga d'un únic volum escrit pel mangaka Aoi Hiiragi i publicat per l'editorial Tokuma.
El 8 de desembre de 2011 el film es va estrenar en català al Canal Super3, i s'ha reemès posteriorment diverses vegades al mateix canal i al canal SX3.

## Argument
Haru Yoshioka és una estudiant de batxillerat de 17 anys. Un dia, tornant de l'institut amb la seva amiga Hiromi, veu un gat que està a punt de ser atropellat. La noia salva el gat i amb gratitud el gat li promet que li agrairà el que ha fet. A mitjanit, Haru, surt de casa seva en sentir sorolls que provenen del carrer. Un cop fora de casa observa el rei dels gats que havia vingut a dir-li que la portaria al seu regne per casar-la amb el seu fill Lune. Lune no és altre que el gat que havia salvat hores abans. Haru no vol haver de casar-se amb un gat, així que segueix els consells d'una veu misteriosa i, guiada pel gran gat blanc Muta, es dirigeix a l'Oficina de Negocis dels Gats per demanar ajuda. Allà Haru coneixerà Baró i un corb negre anomenat Toto. Un cop amb Baró, Toto i Muta s'encaminarà cap al Regne dels Gats per impedir que es casi amb Lune, el príncep dels gats.
| Doblatge                   | Japonès            | Català                |
| -------------------------- | ------------------ | --------------------- |
| Haru Yoshioka              | Chizuru Ikewaki    | Elvira García         |
| Naoko Yoshioka             | Kumi Okae          | Júlia Chalmeta        |
| Rei dels gats              | Tetsurō Tamba      | Jordi Vila            |
| Príncep Lune               | Takayuki Yamada    | Cesc Martínez         |
| Yuki                       | Aki Maeda          | Eva Ordeig            |
| Natori                     | Kenta Satoi        | Àlex Meseguer         |
| Natoru                     | Mari Hamada        | Marta Estrada         |
| Hiromi                     | Hitomi Satō        | Mariona Bosch         |
| Baró Humbert von Gikkingen | Yoshihiko Hakamada | Enric Isasi-Isasmendi |
| Muta                       | Tetsu Wanabe       | Domènec Farell        |
| Toto                       | Yôsuke Saitô       | Jordi Filbà           |

## Personatges
Haru Yoshioka: La protagonista, una noia de 17 anys, és una estudiant d'institut que juga a Lacrosse. Viu amb la seva mare i per això s'ocupa, a vegades, de la casa. Haru representa una noia poc segura de si mateixa, tossuda i que accepta tot el que li diuen, durant la pel·lícula Haru, fa un procés evolutiu i acaba sent responsable, segura i madura. Aquest procés comença quan es veu forçada a anar al regne dels gats. Quan coneix a Muta i a Baró acaba sentint un afecte pels dos, però d'un molt especial amb Baró. Físicament ella té els cabells castanys, els ulls marrons i durant la pel·lícula, habitualment, la podem trobar amb un uniforme blau.
Baró Humbert von Gikkingen: És l'esperit d'una estàtua d'un gat i també l'amo de l'oficina d'assumptes de gats. Físicament fa uns 30 cm i habitualment se'l pot trobar ben vestit i amb un barret i un bastó. Té un estil anglès i li agrada preparar te vermell que sempre canvia de sabor.
Muta: És un gat gran blanc que ajuda a Haru a trobar Baró. El nom real de Muta és Reinaldo Moon. Se'l pot trobar al carrer principal de la ciutat a l'espera de nous clients.
Toto: És una estàtua d'un corb. El podem trobar fent burla de Muta.
El rei gat: És el rei del regne dels gats. Té un fill que s'anomena Lune. Físicament destaca els seus ulls de diferent color (heterocromia), un blau i un vermell, i també posseeix un ull que té en el front. És un gat gris i boig. A més, és molt tossut i egoista hi podem comprovar quan envia els seus soldats contra Haru.
Príncep Lune: És el fill del rei gat. Els seus ulls són els mateixos que els del seu pare però, al contrari del seu pare, és educat, generós i un futur gran rei. És salvat per Haru quan havia viatjat al món dels humans per aconseguir un regal molt especial per a Yuki. Podem veure, en un moment específic de la pel·lícula, com Lune s'enfronta al seu pare.
Natori: És el conseller del rei. És un gat vell, prim i de color gris. Utilitza ulleres. És un gat llest i intel·ligent i molt lleial al rei.
Natoru: És la missatgera del rei. És una gata de pelatge marró i es distingeix dels altres gats per les seves característiques orelles caigudes. Té molta energia i sempre somriu.
Yuki: És una serventa en el palau del regne dels gats. Físicament és una petita gata de color blanc amb uns ulls blaus. Ella, com al príncep Lune, va ser salvada per Haru quan era més petita. Haru va trobar a Yuki al carrer amb molta gana i li va donar les seves galetes. Yuki seguirà agraïda amb Yuki durant la pel·lícula i l'ajudarà en el seu viatge.
Naoko Yoshioka: És la mare de Haru. Té els cabells curts i castanys i també els ulls marrons. Sovint porta ulleres.
Hiromi: És amiga de Haru. Com Haru, també juga a Lacrosse. Té cabells castanys i curts i els ulls marrons.